# Liste der Monuments historiques in Lonzac
Die Liste der Monuments historiques in Lonzac führt die Monuments historiques in der französischen Gemeinde Lonzac auf.

## Liste der Bauwerke
| Bezeichnung      | Beschreibung | Standort | Kennzeichnung | Schutzstatus | Datum | Bild           |
| ---------------- | ------------ | -------- | ------------- | ------------ | ----- | -------------- |
| Kirche Ste-Marie | 1530 erbaut  | (Lage)   | PA00104782    | Classé       | 1907  | weitere Bilder |

## Liste der Objekte
Zum Verständnis siehe: Kirchenausstattung

### Kirche Ste-Marie
| Bezeichnung                   | Beschreibung                                                                       | Standort | Kennzeichnung | Schutzstatus | Datum | Bild |
| ----------------------------- | ---------------------------------------------------------------------------------- | -------- | ------------- | ------------ | ----- | ---- |
| Gemälde Anbetung der Könige   | im Hochaltar; Öl auf Leinwand, 1787, nach Peter Paul Rubens                        | (Lage)   | PM17000187    | Classé       | 1908  |      |
| Behälter für die Heiligen Öle | Kästchen mit drei Ampullen; Zinn, 18. Jahrhundert                                  | (Lage)   | PM17001691    | Inscrit      | 1991  |      |
| Skulptur Segnender Bischof    | Holz, farbig gefasst, 18. Jahrhundert                                              | (Lage)   | PM17001668    | Inscrit      | 1989  |      |
| Hauptaltar                    | Altar, Tabernakel und Retabel; Holz, farbig gefasst und vergoldet, 18. Jahrhundert | (Lage)   | PM17000631    | Classé       | 1994  |      |
| Skulptur Madonna mit Kind     | Holz, farbig gefasst, 18. Jahrhundert                                              | (Lage)   | PM17001667    | Inscrit      | 1989  |      |